# Toby Sandeman
Toby Sandeman, né le 2 mars 1988 dans le quartier londonien d'Hammersmith, est un athlète, mannequin et acteur britannique. Spécialiste du sprint, il remporte le 200m du championnat britannique en 2009 avant de gagner deux médailles d'or aux championnats d'Europe espoirs d'athlétisme, la même année.

## Palmarès

### Championnats d'Europe espoirs d'athlétisme
- Championnats d'Europe espoirs d'athlétisme 2009 à Kaunas,  Lituanie
  -  Médaille d'or sur 200 m
  -  Médaille d'or du relais 4 × 100 m